# Primeira Liga de 2013–14
A Primeira Liga de 2013–14, conhecida também como Liga ZON Sagres de 2013–14 por razões de patrocínio, foi a 80ª edição do primeiro escalão de futebol em Portugal, a Primeira Liga. Esta edição contou com 16 equipas e teve início em agosto de 2013 e fim em maio de 2014.
O FC Porto foi o clube defensor do título. O Belenenses e o Arouca haviam sido promovidos para esta edição, sendo que o Arouca fez a estreia na competição. O Moreirense e o Beira-Mar haviam sido despromovidos na época anterior.
No dia 20 de abril de 2014, durante a 28ª jornada, o Benfica sagrou-se campeão ao vencer o Olhanense por 2-0 no Estádio da Luz, conquistando assim o seu 33º título de campeão nacional (recorde).
O Olhanense foi o último classificado e despromovido para a Segunda Liga de 2014–15. Paços de Ferreira classificou-se em penúltimo lugar assegurando a manutenção após vencer um play-off com o Desportivo das Aves, devido ao alargamento da Primeira Liga de 2014–15 de 16 para 18 clubes.

## Transmissões televisivas
Em Portugal, os jogos foram transmitidos pela Sport TV, à excepção dos jogos em casa do Sport Lisboa e Benfica, que foram transmitidos pela Benfica TV.
A RTP Internacional e RTP África transmitem um jogo por semana em sinal aberto.

## Participantes
| Equipa               | Cidade            | Estádio                     | Capacidade | Classificação em 2012–13 | Treinador           |
| -------------------- | ----------------- | --------------------------- | ---------- | ------------------------ | ------------------- |
| Académica            | Coimbra           | Cidade de Coimbra           | 29.622     | 11º                      | Sérgio Conceição    |
| FC Arouca            | Arouca            | Municipal de Arouca         | 5.000      | 2º na Segunda Liga       | Pedro Emanuel       |
| CF Belenenses        | Lisboa            | Restelo                     | 25.000     | 1º na Segunda Liga       | Marco Paulo         |
| SL Benfica           | Lisboa            | Luz                         | 65.647     | 2º                       | Jorge Jesus         |
| SC Braga             | Braga             | Municipal de Braga          | 30.286     | 4º                       | Jesualdo Ferreira   |
| GD Estoril Praia     | Estoril           | António Coimbra da Mota     | 5.172      | 5º                       | Marco Silva         |
| Gil Vicente FC       | Barcelos          | Cidade de Barcelos          | 12.046     | 13º                      | João de Deus        |
| CS Marítimo          | Funchal           | Barreiros                   | 9.177      | 10º                      | Pedro Martins       |
| CD Nacional          | Funchal           | Estádio da Madeira          | 5.452      | 8º                       | Manuel Machado      |
| SC Olhanense         | Olhão             | José Arcanjo                | 5.661      | 14º                      | Giuseppe Galderisi  |
| FC Paços de Ferreira | Paços de Ferreira | Capital do Móvel            | 5.255      | 3º                       | Henrique Calisto    |
| FC Porto             | Porto             | Estádio do Dragão           | 52.048     | 1º                       | Luís Castro         |
| Rio Ave FC           | Vila do Conde     | Estádio dos Arcos           | 10.751     | 6º                       | Nuno Espírito Santo |
| Sporting             | Lisboa            | Estádio José Alvalade       | 52.076     | 7º                       | Leonardo Jardim     |
| Vitória SC           | Guimarães         | Estádio D. Afonso Henriques | 30.008     | 8º                       | Rui Vitória         |
| Vitória FC           | Setúbal           | Estádio do Bonfim           | 18.694     | 12º                      | José Couceiro       |

## Tabela classificativa
| #  | Equipa               | Pts | J  | V  | E  | D  | GM | GS | DG  | Notas                                                  |
| -- | -------------------- | --- | -- | -- | -- | -- | -- | -- | --- | ------------------------------------------------------ |
| 1  | Benfica              | 74  | 30 | 23 | 5  | 2  | 58 | 18 | +40 | Fase de Grupos da Liga dos Campeões de 2014–15         |
| 2  | Sporting             | 67  | 30 | 20 | 7  | 3  | 54 | 20 | +34 | Fase de Grupos da Liga dos Campeões de 2014–15         |
| 3  | Porto                | 61  | 30 | 19 | 4  | 7  | 57 | 25 | +32 | Play-Off da Liga dos Campeões de 2014–15               |
| 4  | Estoril              | 54  | 30 | 15 | 9  | 6  | 42 | 26 | +16 | Fase de Grupos da Liga Europa de 2014–15               |
| 5  | Nacional             | 45  | 30 | 11 | 12 | 7  | 43 | 33 | +10 | Play-off da Liga Europa de 2014–15                     |
| 6  | Marítimo             | 41  | 30 | 11 | 8  | 11 | 40 | 44 | -4  |                                                        |
| 7  | Vitória de Setúbal   | 39  | 30 | 10 | 9  | 11 | 41 | 41 | 0   |                                                        |
| 8  | Académica            | 37  | 30 | 9  | 10 | 11 | 25 | 35 | -10 |                                                        |
| 9  | Braga                | 37  | 30 | 10 | 7  | 13 | 39 | 37 | +2  |                                                        |
| 10 | Vitória de Guimarães | 35  | 30 | 10 | 5  | 15 | 30 | 35 | -5  |                                                        |
| 11 | Rio Ave              | 32  | 30 | 8  | 8  | 14 | 21 | 35 | -14 | 3ª Pré-eliminatória da Liga Europa de 2014–15          |
| 12 | Arouca               | 31  | 30 | 8  | 7  | 15 | 28 | 42 | -14 |                                                        |
| 13 | Gil Vicente          | 31  | 30 | 8  | 7  | 15 | 23 | 37 | -14 |                                                        |
| 14 | Belenenses           | 28  | 30 | 6  | 10 | 14 | 19 | 33 | -14 |                                                        |
| 15 | Paços de Ferreira    | 24  | 30 | 6  | 6  | 18 | 28 | 59 | -31 | Vencedor do play-off de despromoção = fica na 1ª Liga) |
| 16 | Olhanense            | 24  | 30 | 6  | 6  | 18 | 21 | 49 | –28 | Despromoção                                            |

## Resultados
|                      | ACA | FCA | BEL | BEN | ESP | GVI | MAR | NAC | OLH | PAÇ | POR | RAV | SCP | BRA | VGU | VSE |
| -------------------- | --- | --- | --- | --- | --- | --- | --- | --- | --- | --- | --- | --- | --- | --- | --- | --- |
| Académica            | —   | 0-0 | 2-1 | 0-3 | 0-1 | 1-0 | 1-1 | 0-0 | 2-1 | 4-2 | 1-0 | 0-1 | 0-4 | 1-1 | 0-0 | 1-1 |
| FC Arouca            | 0-3 | —   | 2-0 | 0-2 | 1-2 | 1-0 | 1-2 | 1-1 | 2-0 | 0-0 | 1-3 | 1-0 | 1-2 | 0-1 | 0-2 | 1-0 |
| Belenenses           | 0-0 | 1-0 | —   | 0-1 | 0-0 | 0-0 | 1-0 | 2-3 | 2-0 | 1-1 | 1-1 | 0-3 | 0-1 | 2-1 | 3-1 | 1-3 |
| Benfica              | 3-0 | 2-2 | 1-1 | —   | 2-0 | 2-1 | 2-0 | 2-0 | 2-0 | 3-1 | 2-0 | 4-0 | 2-0 | 1-0 | 1-0 | 1-1 |
| Estoril Praia        | 1-1 | 1-1 | 1-1 | 1-2 | —   | 2-0 | 1-0 | 3-1 | 4-0 | 1-0 | 2-2 | 0-1 | 0-0 | 2-1 | 0-2 | 0-2 |
| Gil Vicente          | 2-0 | 0-3 | 0-1 | 1-1 | 0-0 | —   | 1-1 | 1-0 | 1-1 | 2-1 | 1-2 | 1-2 | 0-2 | 1-0 | 1-0 | 1-0 |
| Marítimo             | 3-1 | 1-0 | 2-0 | 2-1 | 1-3 | 3-2 | —   | 2-2 | 1-1 | 3-4 | 1-0 | 1-0 | 1-3 | 2-2 | 2-1 | 1-0 |
| Nacional             | 1-0 | 0-1 | 2-0 | 2-4 | 2-2 | 2-0 | 2-0 | —   | 0-0 | 2-1 | 2-1 | 1-1 | 1-1 | 3-0 | 1-1 | 2-2 |
| Olhanense            | 0-1 | 1-0 | 0-0 | 2-3 | 1-2 | 2-1 | 1-1 | 1-1 | —   | 1-0 | 2-1 | 0-1 | 0-2 | 0-2 | 0-1 | 2-1 |
| Paços de Ferreira    | 2-4 | 3-1 | 1-0 | 0-2 | 0-3 | 0-2 | 3-1 | 0-5 | 3-1 | —   | 0-1 | 0-0 | 1-3 | 0-2 | 1-3 | 1-1 |
| Porto                | 3-1 | 4-1 | 1-0 | 2-1 | 0-1 | 2-0 | 3-0 | 1-1 | 4-0 | 3-0 | —   | 3-0 | 3-1 | 2-0 | 1-0 | 3-0 |
| Rio Ave              | 0-0 | 1-1 | 1-0 | 1-3 | 0-2 | 0-1 | 1-1 | 0-3 | 1-2 | 0-0 | 1-3 | —   | 1-2 | 1-1 | 0-1 | 2-0 |
| Sporting             | 0-0 | 5-1 | 3-0 | 1-1 | 0-1 | 2-0 | 3-2 | 0-0 | 1-0 | 4-0 | 1-0 | 1-1 | —   | 2-1 | 1-0 | 4-0 |
| Braga                | 0-1 | 2-2 | 2-1 | 0-1 | 3-2 | 4-1 | 1-1 | 2-1 | 4-1 | 1-1 | 1-3 | 0-1 | 1-2 | —   | 3-0 | 2-0 |
| Vitória de Guimarães | 3-0 | 2-3 | 0-0 | 0-1 | 1-3 | 0-0 | 1-0 | 1-2 | 2-0 | 1-2 | 2-2 | 1-0 | 0-1 | 1-0 | —   | 1-4 |
| Vitória de Setúbal   | 1-0 | 1-0 | 0-0 | 0-2 | 1-1 | 2-2 | 2-4 | 3-0 | 3-1 | 4-0 | 1-3 | 2-0 | 2-2 | 1-1 | 3-2 | —   |

| Vitória do visitado Vitória do visitante Empate | Em vermelho os jogos da próxima rodada Em negrito os jogos "clássicos" e "dérbis" |

## Play-off manutenção/promoção
O Paços de Ferreira, 15º classificado, disputou um play-off com o Desportivo das Aves, 4º classificado da Segunda Liga de 2013–14 (3º classificado excluindo as equipas B) a 2 mãos para decidir a 18ª equipa a participar na Primeira Liga de 2014–15 (devido ao alargamento). Paços de Ferreira venceu o Desportivo das Aves 3-1 (resultado agregado) aseegurando a manutenção.

### Primeira mão
| 16 Maio 2014 | Desportivo das Aves | 0–0    | Paços de Ferreira | Estádio do Clube Desportivo das Aves, Vila das Aves |
| 20:15 UTC    |                     | Súmula |                   | Público: 5,504 Árbitro: Hugo Miguel                 |

### Segunda mão
| 21 Maio 2014 | Paços de Ferreira                 | 3–1    | Desportivo das Aves | Estádio Capital do Móvel, Paços de Ferreira |
| 20:15 UTC    | Bébé 25' · Seri 44' · Minhoca 84' | Súmula | Martins 78'         | Público: 4,607 Árbitro: Duarte Gomes        |

## Campeão
| Campeonato de Portugal de Primeira Divisão 2013/2014 |
| ---------------------------------------------------- |
|                                                      |
| Benfica 33° Título                                   |